# Wegkapelle (Hausen)

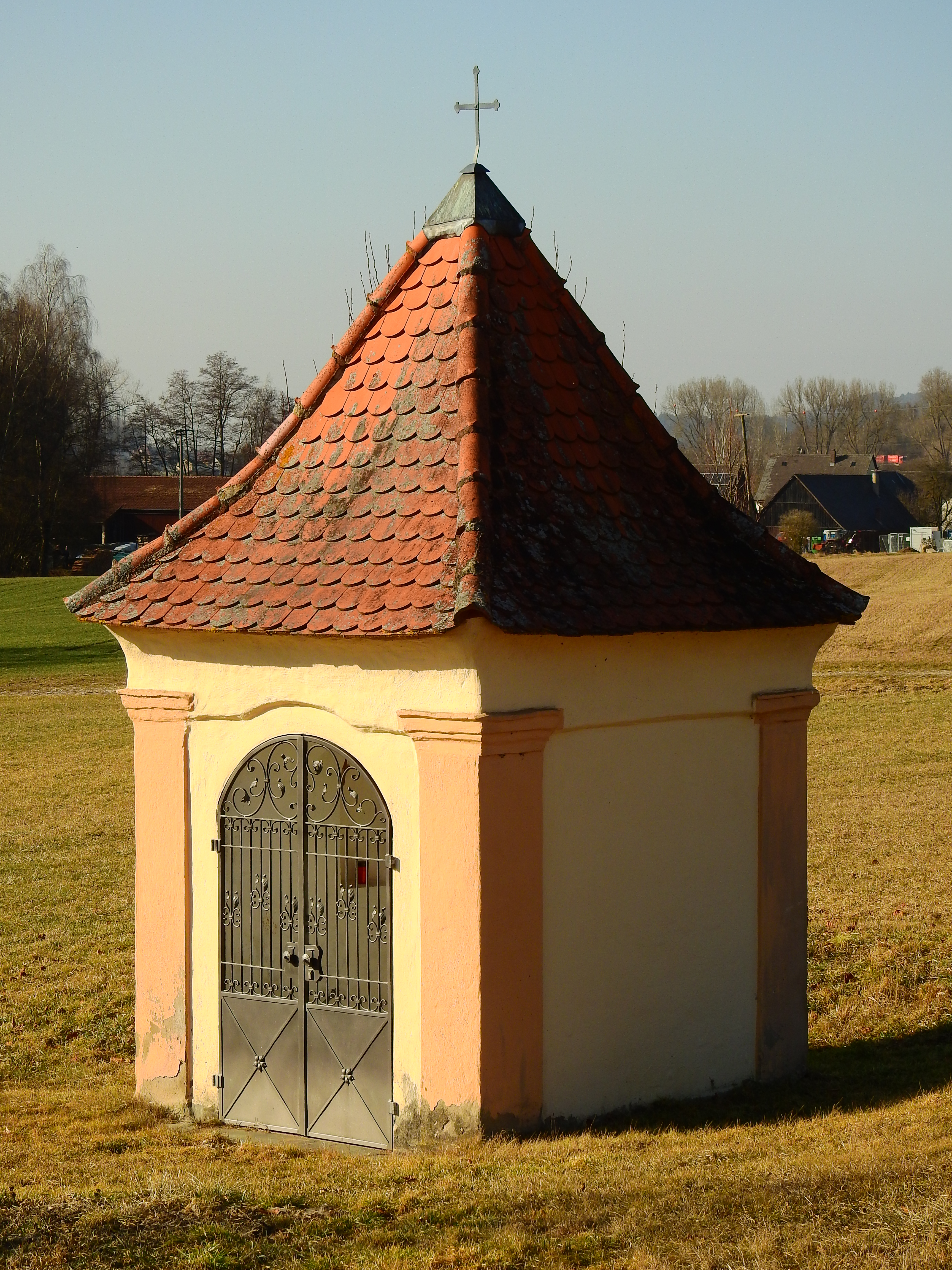
Wegkapelle Hausen

Die Wegkapelle ist eine Kapelle an der Straße von Hausen nach Greding.

## Geschichte
Die Kapelle  wurde im 18. Jahrhundert errichtet. 1970 wurde aus der Kapelle ein Christus an der Martersäule gestohlen. Seit der Wiederauffindung steht er in der Filialkirche St. Peter und Paul in Hausen.

## Beschreibung
Die Kapelle hat einen quadratischen Grundriss von 2,5 m. Sie besitzt ein Zeltdach und eine Eckpilastergliederung. Auf der Dachspitze ist ein Kreuz angebracht.